# Cressina monocuspis
Cressina monocuspis är en kräftdjursart som beskrevs av Knud Hensch Stephensen 1931. Cressina monocuspis ingår i släktet Cressina och familjen Cressidae. Inga underarter finns listade i Catalogue of Life.